# 쿼터스 II
쿼터스 II(Quartus II)는 하드웨어 기술 언어 설계의 분석과 합성에 사용되는 알테라가 제작한 소프트웨어 도구이다.
쿼터스 II는 개발자가 설계를 컴파일하여, 타이밍 분석을 수행하며, RTL 다이어그램을 검사하고 프로그래머로 대상소자에 설정하는 것을 가능하게 한다.

## 종류

### 쿼터스 II 웹판
웹판은 무료로 내려받기나 배송될 수 있는 쿼터스 II의 무료버전이다. 웹판은 컴파일과 프로그램할 수 있는 알테라 소자의 개수가 제한되어서 제공된다.
FPGA중 저가형 사이클론 계열은 완전히 지원한다. 즉 소규모 개발자는 고가의 개발 소프트웨어 비용이 소요되지 않음을 뜻한다.
쿼터스 II 웹판을 사용하기 위해서 라이선스 등록이 요구되며, 라이선스는 무료이고 횟수에 관계없이 무한정 갱신할 수 있다.

### 쿼터스 II 한정판
쿼터스 II 한정판도 무료로 내려받을 수 있지만, 소프트웨어의 모든기능을 사용하기 위해서 라이센스를 구매해야만 한다. 웹판 무료 라이선스는 한정판 소프트웨어에 사용할 수 있지만, 사용할 수 있는 소자가 제한된다.